# Воронин, Владимир Николаевич
Влади́мир Никола́евич Воро́нин (род. 25 мая 1941, с. Коржево, Дубоссарский район, Молдавская ССР, СССР) — советский и молдавский государственный, политический и партийный деятель. Президент Республики Молдова с 7 апреля 2001 по 11 сентября 2009 года. Председатель Парламента Республики Молдова с 12 мая по 14 августа 2009 года, и. о. 28 по 30 декабря 2010 года. Лидер Партии коммунистов Республики Молдова.

## Биография
Родился 25 мая 1941 года в селе Коржево Дубоссарского района Молдавской ССР.
Отец — молдаванин Буженицэ, Николай Григорьевич, военнослужащий Красной Армии, погиб в начале войны; мать — молдавская крестьянка Буженицэ, Палагея Сидоровна. Воспитывался отчимом — русским по национальности, уполномоченным райкома по коллективизации.

### Образование и трудовая деятельность
В 1961 году окончил Кишинёвский кооперативный техникум. Трудовую деятельность начал в том же году с должности заведующего хлебопекарней в Криулянах. С 1966 по 1971 год работал директором Дубоссарского хлебозавода. В 1971 году окончил Всесоюзный заочный институт пищевой промышленности, впоследствии работал в органах государственного управления: в Дубоссарском и Унгенском райисполкомах, в Унгенском горисполкоме.

### Политическая деятельность
В 1983 году окончил Академию общественных наук при ЦК КПСС, был инструктором, заместителем заведующего организационным отделом ЦК КПМ. В 1985 году назначен на должность заведующего отделом Совета Министров МССР. До 1989 года работал первым секретарём Бендерского городского комитета партии. В 1989—1990 гг. занимал должность министра внутренних дел МССР. В 1991 году окончил Академию Министерства внутренних дел СССР. Владимир Воронин был депутатом Верховного Совета МССР X и XI созывов.
В 1993 году Воронин был избран сопредседателем организационного комитета Партии коммунистов Республики Молдова. С 1994 года — председатель партии. В 1996 году принимал участие в выборах президента Республики Молдова, занял третье место, получив 10,26 % голосов.
С марта 1998 года являлся депутатом парламента Республики Молдова III созыва, членом Постоянного бюро парламента, председателем парламентской фракции ПКРМ. В феврале 2001 года избран депутатом парламента IV созыва.

#### Президент

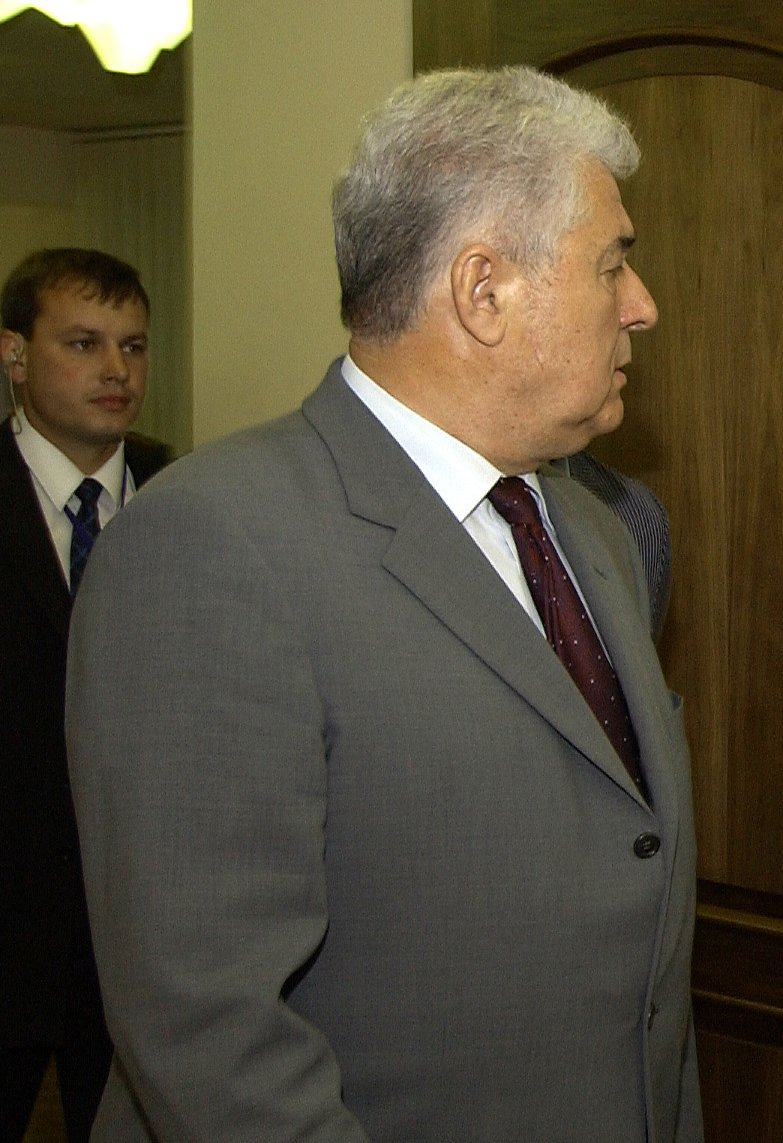
Владимир Воронин (26 июня 2004 года)

4 апреля 2001 года избран президентом Республики Молдова, получив 71 голос из 89 участвовавших в голосовании депутатов. Несмотря на конституционное большинство у возглавляемой Ворониным Партии коммунистов Республики Молдова в парламенте, не стал проводить национализацию приватизированной его предшественниками Мирчей Снегуром и Петром Лучинским собственности. Соответственно, не производились законодательные реформы по возвращению экономики Молдовы к состоянию до 1991 года. До избрания президентом и в первые два года после избрания был сторонником сближения с Россией. В частности, он заявлял накануне выборов, что в случае победы Партии коммунистов Республики Молдова, совместно с непризнанной Приднестровской Молдавской Республикой, вступит в Союзное государство России и Беларуси, чем будет восстановлена её территориальная целостность, а русский язык станет вторым государственным языком республики. Однако после выборов Воронин заявил, что введение второго государственного языка — вопрос референдума, причём не самого близкого, предложив улучшить качество преподавания русского языка в молдавских школах.

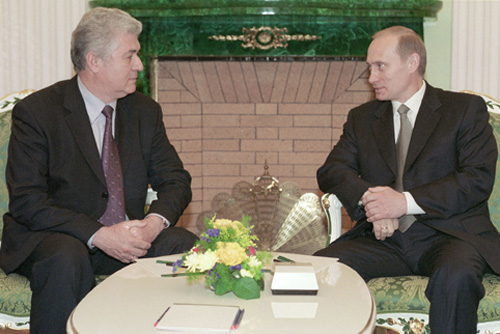
Владимир Воронин и Владимир Путин (16 апреля 2001 года)

После многочисленных встреч с президентом России Владимиром Путиным в 2001—2002 годах вопрос о присоединении Республики Молдова к Союзу России и Беларуси решён не был. Вместо этого, по просьбе Воронина Дмитрием Козаком был разработан план восстановления территориальной целостности Республики Молдова путём предоставления Приднестровью особого автономного статуса.

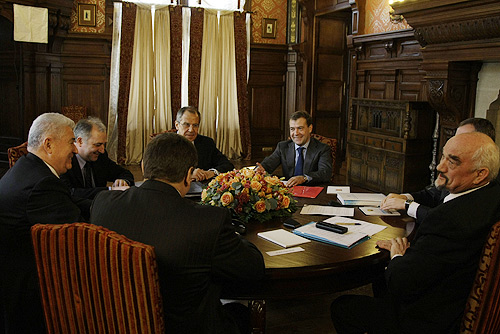
Владимир Воронин, Дмитрий Медведев и Игорь Смирнов во время трёхсторонних переговоров по приднестровскому конфликту. 18 марта 2009, резиденция Президента России Усадьба Майендорф

Попытка ввести в молдавских школах преподавание уроков русского языка начиная со 2-го класса, а также введения в школьную программу курса изучения истории Молдовы как независимого государства, вместо преподававшейся до этого «истории румын», вызвала в конце лета — начале осени 2003 года всплеск митинговой активности со стороны несогласных граждан. Также возмущение оппозиции вызвали намерения федерализации Республики Молдова с включением в её состав Приднестровья, что должно было произойти по плану Козака. Под давлением многотысячных протестов, в которых принимала участие в основном учащаяся в школах и ВУЗах молодёжь, Воронин отказался вначале от изменения школьных программ, а потом и от подписания предварительно согласованного плана объединения с Приднестровьем, т. н. «Меморандума Козака». Причиной для неподписания меморандума Воронин впоследствии называл заранее не согласованный, но включённый в текст пункт о сохранении военных баз РФ на территории Приднестровья на неопределённый период времени.
Начиная с 2003 года Воронин неоднократно заявлял, что внешнеполитическим приоритетом Республики Молдова является евроинтеграция, конечной целью которой должно стать вхождение в Европейский союз. 4 апреля 2005 года переизбран президентом Республики Молдова на второй срок. Его поддержали 75 депутатов, в том числе члены фракции Христианско-демократической народной партии. Так как оппозиция отказалась участвовать в выборах, Партия коммунистов Республики Молдова перед голосованием выставила подставного конкурента — академика Георгия Дуку, за которого был подан всего один голос. После Парламентских выборов 5 апреля 2009 голосами депутатов от ПКРМ (60 голосов) был избран председателем парламента Республики Молдова, сохраняя за собой пост действующего президента страны.

#### Рост уровня бедности при власти Воронина
Перед приходом к власти главным предвыборным лозунгом Партии коммунистов Республики Молдова было обещание начать борьбу с бедностью. Однако, когда в 2006 году истёк срок реализации инициированной партией власти стратегии снижения уровня бедности, оказалось, что показатели бедности выросли с 26 процентов в 2004 году до 29 процентов в 2006-м. В рейтинге Европейской федерации патронатов по уровню минимальной зарплаты Молдова опустилась на последнее место. Важной частью электората в Молдове являются пенсионеры, и их голоса сыграли решающую роль во время выборов Воронина. Тем не менее, в 2006-м вступили в силу поправки в законодательство, предусматривающие безоговорочное увольнение лиц, достигших пенсионного возраста. При этом пенсии при Воронине не повышались ни разу, если не учитывать ежегодную индексацию, которая не компенсировала потерь от инфляции.

#### Отставка

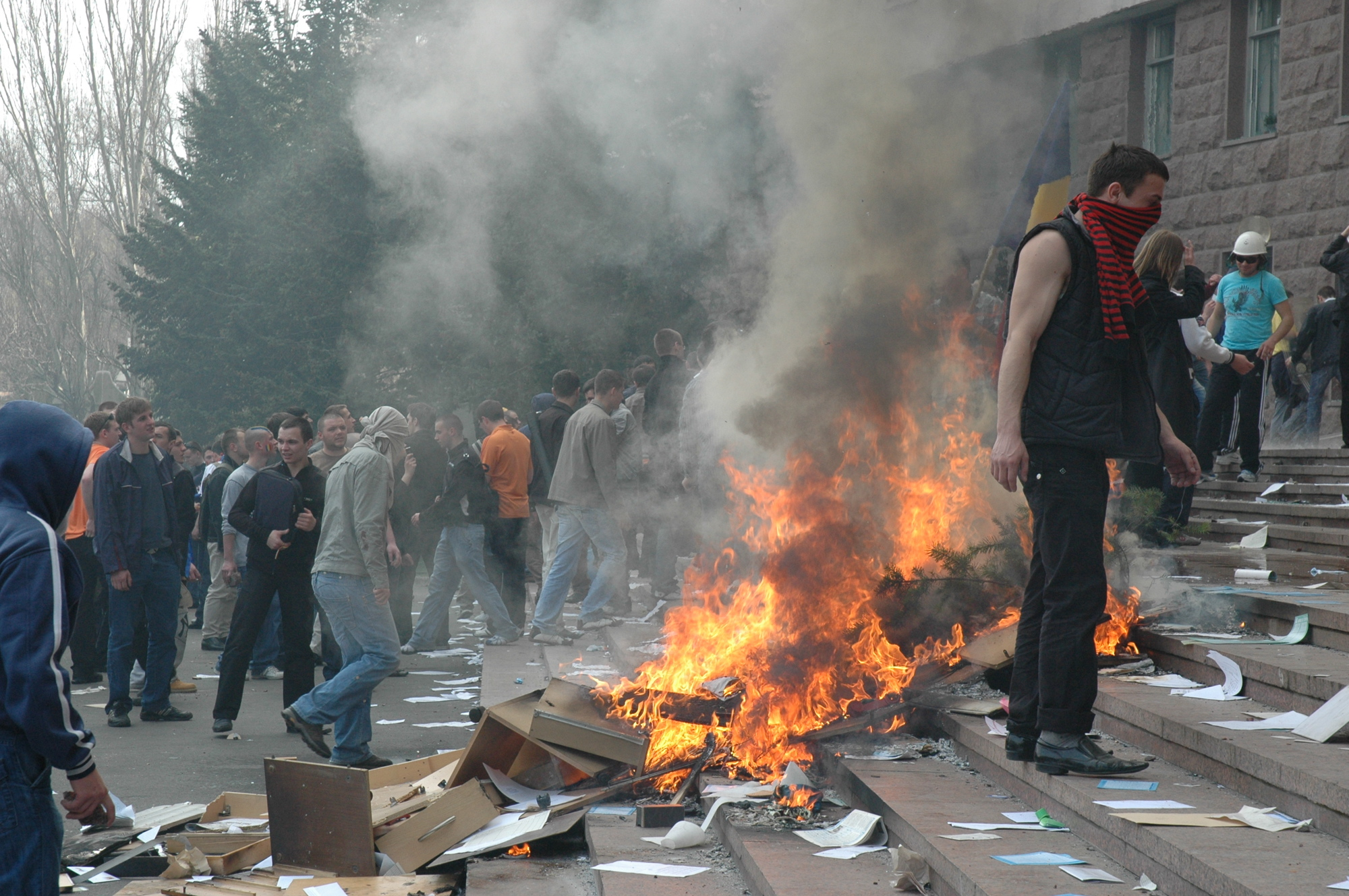
Костёр перед зданием парламента Республики Молдова.

11 сентября 2009 года Владимир Воронин сложил с себя полномочия главы государства. В тот же день он сказал:

«С тяжёлым сердцем я передаю бразды правления страной в руки новой власти. Не хочу лукавить. Я не верю, что политики, объединившиеся вместе только на эмоциях отрицания и сплошного очернения собственной страны и разделе должностей, способны предложить обществу позитивную программу. Мне неизвестны опыты удачного управления, которые бы строились на идее ликвидации собственной страны, на мечтах об её уничтожении. На такой почве можно лишь взрастить отчаяние, деморализацию и обреченность. И ничего более».

Владимир Воронин два четырёхлетних срока подряд занимал пост президента страны и, согласно Конституции Республики Молдова, на третий срок баллотироваться не имел права.
Имеет звание генерал-майора МВД.

#### В Парламенте Республики Молдова
11 июля 2021 года в Республике Молдова прошли досрочные выборы в Парламент XI созыва. 13 мая 2021 года, перед выборами, Партия коммунистов Республики Молдова объединилась с Партией социалистов Республики Молдова, возглавляемой экс-президентом Республики Молдова Игорем Додоном в Блок коммунистов и социалистов. По результатам выборов блок получил 32 голоса (22 социалисты и 10 коммунисты) и сформировал объединённую фракцию.

#### Критика оппонентов
С 2023 года активно критикует власть, говоря, что в стране установилась «фашистская диктатура, лишающая людей права на свободное выражение мнения, права на свободу слова, права на донесение своей позиции на родном языке». Владимир Воронин говорит о закрытии Комиссией по ЧС, созданной на фоне вторжения России в Украину, 12 телеканалов, десятков информационных порталов и периодических изданий. В свою очередь директор СИБ Республики Молдова Александр Мустяцэ утверждает, что «редакционная политика этих телеканалов направлена на дезинформацию в интересах физических и юридических лиц, включённых в санкционные списки США, ЕС и «преступной группы Шор». Также, некоторые телеканалы, по данным СИБ, прямо или косвенно принадлежат экс-председателю Демократической партии Молдовы Владимиру Плахотнюку, ныне разыскиваемого Интерполом и заочно арестованного в России по делу о покушении на убийство и адаптировали свою редакционную политику под Илана Шора также разыскиваемого Интерполом, приговорённого Апелляционной палатой Кишинёва по делу, которое является частью «Банковского мошенничества» к 15 годам лишения свободы и чья партия [«Шор»] была признана неконституционной.

## Отношения с Россией
В 2001 году Владимир Воронин занимал пророссийскую позицию, противостоящую «проевропейским» силам и прорумынским унионистам. Активная российская поддержка помогала Воронину получать конвертируемые в голоса симпатии русскоязычного населения Молдовы, трудовых мигрантов в России и членов их семей, жителей Гагаузской автономии и приднестровцев, а также активной части молдавского электората — пенсионеров. Однако после одной из таких побед молдавский лидер запустил процесс европейской интеграции, забыл о данных в ходе предвыборной борьбы обещаниях о статусе русского языка и о конструктивных переговорах по Приднестровью, после чего его отношения с РФ заметно ухудшились.
В 2009 году Владимир Воронин с частным визитом посетил дачу президента России Дмитрия Медведева. Завершая второй и последний (согласно конституции Молдовы) президентский срок, Воронин надеялся занять должность председателя Парламента Республики Молдова, для чего его фракции требовалось не менее четырех дополнительных голосов.
В 2013 году по случаю 20-летия своей партии Воронин посетовал на распад Советского Союза и выступил за интеграцию Молдовы в Таможенный союз. Воронин раскритиковал тогдашних молдавских лидеров, обвинив их в коррумпированности, в отказе от реинтеграции Приднестровья и в подчинении международным финансовым организациям, якобы выступающим не в интересах молдавского народа.
Воронин более двадцати лет возглавляет ПКРМ. Высказывался в поддержку российской аннексии Крыма. Одновременно с этим с определенного момента начал утверждать, что будущее его страны неразрывно связано с Европой. В 2015 году в интервью для специального проекта «Россия и я. В тени Кремля» рассказал, что будучи президентом отверг план России предоставить широкие полномочия для сепаратистского Приднестровья. С тех пор, признает он, отношения с Москвой «сильно охладились».
Отношения с Россией рассматривал сквозь призму стратегического партнерства и активного интеграционного процесса в рамках СНГ.

## Семья Ворониных и коррупция
С 1999 по 2006 годы фирмы, контролируемые семьей Воронина, получили бесплатно или за бесценок 4 гектара земли в самой дорогой зоне города — напротив парка «Валя Морилор». Согласно кадастровым документам, возведённая здесь элитная недвижимость принадлежит членам семьи экс-президента: его сыну Олегу Воронину, внуку Алексею Воронину, дочери Валентине Русу, а также связанным с ними компаниям.
Семья Владимира Воронина пользуется устойчивой репутацией самого богатого семейства Молдовы. Несмотря на многочисленные обвинения как со стороны политических партий, так и ряда СМИ, правоохранительные органы заявили, что не нашли подтверждения такой информации.
В 2009 году, согласно опросу, который проводил сайт vedomosti.md, Владимир Воронин стал лидером рейтинга коррупционеров, набрав 45,25 % у голосовавших.
В 2010 году сына бывшего президента проверяли на причастность к отмыванию денег и уклонению от уплаты налогов. Соответствующие уголовные дела расследует Центр по борьбе с экономическими преступлениями и коррупцией. В офисах компаний, принадлежащих Олегу Воронину, прошли обыски. В то же время официально, как сообщалось, он не является ни подозреваемым, ни обвиняемым. Расследованию предшествовало появление в СМИ распечатки операций с банковской карты, якобы принадлежащей сыну Воронина. Согласно этим данным, владелец карты в 2008—2009 годы потратил около пяти миллионов долларов на покупки в дорогих магазинах и проживание в роскошных отелях. При этом в декларации о доходах Воронина-младшего, как сообщалось, была указана гораздо меньшая сумма. Сам он слухи о его сверхдоходах опроверг. Молдавские СМИ давно пишут, что бизнес семьи Ворониных оценивается в €2 млрд. После двух лет расследование дела было закрыто из-за отсутствия состава преступления.
Владимир Воронин считается одним из богатейших людей в Молдове. Его доходы оцениваются приблизительно в 700 млн долларов США, есть данные о его недвижимости в Калифорнии (США), Греции и Баден-Бадене (Германия), также о частном санатории в Карловых Варах (Чехия), о коллекции новых автомобилей, владении ценными участками земли в Молдове.
Активно скупать недвижимость за границей лидер Партии коммунистов Республики Молдова (ПКРМ) начал приблизительно с 2002 года. Среди покупок — гостиницы, магазины, особняки, виллы и земельные участки в Австрии на сумму свыше 200 миллионов евро; особняк в элитном районе Мюнхена (Германия) за 7,5 миллионов евро, самолет «Falcon-900» за 35 миллионов евро. По сообщениям СМИ, самолет стоял наготове, чтобы вывезти семью Воронина в случае опасности. На перелеты президента выделялась значительная сумма и из госбюджета: за восемь лет она составила приблизительно 27 миллионов лей. Известно, что в 2007—2008 годах минфин в среднем перечислял по 5 миллионов лей на счета перевозившей Воронина авиакомпании «Nobil Air», которую связывают с молдавским олигархом Плахотнюком. Владимир Воронин известен своей коллекцией автомобилей. Журналисты «Timpul» пишут о целом гараже автомобилей класса люкс и ретро в подвале нового офиса ПКРМ на столичной улице Армянской. Коллекция Воронина только в Молдове оценивается в более чем 10 миллионов лей. Есть ведомости и об автомобилях в Германии. А также о том, что у семьи Ворониных есть особняк между французским Страсбургом и немецким Баден-Баденом. Сын председателя ПКРМ, Олег Воронин, владеет «Майбахом» стоимостью в 500 тысяч евро, двумя «Мерседесами-600» по 120 тысяч евро, джипами «Мерседес» и «Хаммер» по 100 тысяч долларов стоимостью.
В 2019 году семья Владимира Воронина снова оказалась в эпицентре скандала. Нацбанк Молдовы уличил в сговоре акционеров группы Олега Воронина и обязал их продать свои акции. По мнению НБМ, группа акционеров Fincombank согласованно купила существенную долю акций банка — 36,15 % без получения предварительного разрешения Нацбанка. Тем самым акционеры нарушили закон «О деятельности банков», и, согласно решению НБМ, должны были продать свои акции. Самым крупным акционером был именно Олег, который вместе с членами семьи, включая супругу экс-президента Владимира Воронина, владел 23,54 % акций. По мнению Нацбанка, в сговоре с семьей Воронина действовала и компания Avicomagro. Олег Воронин лишился своих акций Fincombank. Национальная комиссия по финансовому рынку приняла решение исключить из Государственного реестра ценных бумаг 475478 простых именных акций Fincombank, большая часть которых принадлежала семье Олега Воронина.

## Семья
Женат. Жена — Таисия Михайловна — украинка, занимается домашним хозяйством.
Дети:
- Сын Олег — председатель правления «Финкомбанка»[35][36].
- Дочь Валентина — врач-терапевт, работает в центральной городской больнице Кишинёва.

У Владимира Воронина три внука. 21 августа внучка Екатерина родила дочку по имени Лейла.

## Обвинения в расизме
18 февраля 2012 года Владимир Воронин публично оскорблял молдавского политического активиста суданского происхождения Джона Оноже, указывая на его цвет кожи. Amnesty International призвала прокуратуру и молдавских депутатов расследовать этот инцидент и наказать Воронина.
В 2021 году на лидера Партии коммунистов Владимира Воронина пожаловались в Совет по предупреждению и ликвидации дискриминации и обеспечению равенства. Лидер партии «Альянс за объединение румын» (Alianța pentru Unirea Românilor — AUR) Влад Билецкий потребовал признать ксенофобскими и расистскими слова Воронина касательно того, что «с приходом НАТО» в Молдове начнут рождаться «смуглые дети».

## Награды
- Орден святого равноапостольного великого князя Владимира I степени (РПЦ, 24 января 2005)[40].
- Орден святого благоверного великого князя Димитрия Донского I степени (РПЦ, 13 ноября 2005)[41].
- Орден князя Ярослава Мудрого I степени (Украина, 24 мая 2006) — за выдающийся личный вклад в развитие украинско-молдавских отношений[42].
- Орден «Святого Благоверного Воеводы Штефана чел Маре» I степени (Православная церковь Молдовы, 25 мая 2006)[43]
- Орден «Содружество» (МПА СНГ, 30 мая 2007) — за активное участие в деятельности Межпарламентской Ассамблеи и её органов, вклад в укрепление дружбы между народами государств — участников Содружества[44].
- Орден Спасителя (Греция, 13 июня 2007)[45].
- Премия «За выдающуюся деятельность по консолидации единства православных народов» (Международный фонд единства православных народов, 2008).
- Орден Короля Томислава (Хорватия, 17 февраля 2009)[46].
- Орден «Стара планина» с лентой (Болгария, 9 марта 2009)[47][48].
- Орден Креста Святого Гроба Господня (Иерусалимская православная церковь, 23 июня 2009)[49].
- Орден святого благоверного князя Даниила Московского I степени (РПЦ, 10 октября 2011)[50].
- Медаль «МПА СНГ. 25 лет» (Межпарламентская ассамблея СНГ, 27 марта 2017) — за заслуги в деле развития и укрепления парламентаризма, за вклад в развитие и совершенствование правовых основ функционирования Содружества Независимых Государств, укрепление международных связей и межпарламентского сотрудничества[51][52].